# Ángel Sixto Rossi

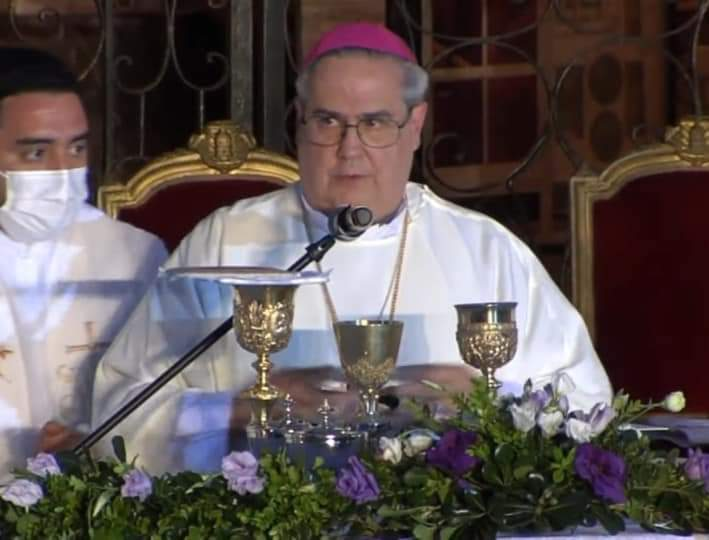
Erzbischof Ángel Sixto Rossi (2021)

Kardinalswappen

Ángel Sixto Kardinal Rossi SJ (* 11. August 1958 in Córdoba) ist ein argentinischer Ordensgeistlicher und römisch-katholischer Erzbischof von Córdoba.

## Leben
Ángel Sixto Rossi trat 1976 als Novize der Ordensgemeinschaft der Jesuiten bei, studierte Philosophie und Theologie und empfing am 12. Dezember 1986 das Sakrament der Priesterweihe. Am 9. Mai 1994 legte er die Professgelübde ab. Ein Studium der spirituellen Theologie an der Päpstlichen Universität Gregoriana in Rom schloss er mit einem Doktorat ab.
Er gründete ein Gästehaus und die Stiftung Manos Abiertas (offene Hände), deren geistlicher Assistent er zudem war. Zeitweise war er Novizenmeister und Superior der Hauptniederlassung der Jesuiten in Córdoba. Vor seiner Ernennung zum Erzbischof war er zuletzt Provinzialrat der Ordensprovinz für Argentinien und Uruguay. Er veröffentlichte zahlreiche geistliche und pastorale Aufsätze und leitete viele Jahre Ignatianische Exerzitien.
Papst Franziskus ernannte ihn am 6. November 2021 zum Erzbischof von Córdoba. Sein Amtsvorgänger Carlos José Ñáñez spendete ihm am 17. Dezember desselben Jahres im Atrium der Kathedrale von Córdoba die Bischofsweihe. Mitkonsekratoren waren der Bischof von Azul, Hugo Manuel Salaberry Goyeneche SJ, der emeritierte Bischof von Villa María, José Ángel Rovai, der Bischof von Lomas de Zamora, Jorge Rubén Lugones SJ, und Ernesto Giobando SJ, Weihbischof in Buenos Aires.
Im Konsistorium vom 30. September 2023 nahm ihn Papst Franziskus als Kardinalpriester mit der Titelkirche Santa Bernadette Soubirous in das Kardinalskollegium auf. Die Besitzergreifung seiner Titelkirche fand am 29. Oktober desselben Jahres statt.
Am 4. Oktober 2023 berief ihn Papst Franziskus zum Mitglied des Dikasteriums für den Gottesdienst und die Sakramentenordnung und des Dikasteriums für die Institute geweihten Lebens und für die Gesellschaften apostolischen Lebens. Nach dem Tod von Papst Franziskus nahm Kardinal Rossi am Konklave 2025 teil, das Leo XIV. wählte.